# Alba Roballo
Alba Roballo (Baltasar Brum, departamento de Artigas, 1908 - Montevideo, 3 de septiembre de 1996) fue una abogada, escritora y política uruguaya.

## Biografía
Fue una de las primeras alumnas del liceo de la ciudad de Artigas. Posteriormente concurrió a la Universidad de la República, donde se graduó como abogada.

### Inicio de su carrera política
La pasión política de Roballo siempre estuvo presente, desde niña  ya estaba comprometida con la realidad en la que vivía, como ella misma contaba: "Mi primer discurso político fue en  Artigas, tenía 14 años. Inauguramos una plaza preciosa. Fui una abanderada  porque siempre fui muy comelibros. Entonces, claro, la Dirección del Liceo me dio lo que tenía que decir. Y llegó una delegación oficial en la que estaba un hombre que tanto tuvo que ver con mi vida, que fue Baltasar Brum . Llegó un poco tarde con las botas embarradas, y en vez de decir yo el discurso que debía decir, empecé a decirle: 'Sr. Presidente, no mire esta plaza, tan especial, tan hermosa, tan tropical. Vaya al barrio de La Aldea, vaya al barrio Tamanduá. Y usted verá lo que somos nosotros. Vaya a ver esas mujeres, vaya a ver a los niños, un barrio de hambre, muerte, miseria'. Y el Director se agarraba la cabeza y me quería bajar tirando del uniforme. Yo era una adolescente, menos que una adolescente: 14 años no es nada" (Roballo, 1970).

### Carrera política en el Partido Colorado
Inició su carrera política en el Partido Colorado, en 1928, al lado de Julio César Grauert, siendo electa posteriormente diputada. Una característica anecdótica de sus actos políticos era el repiquetear de las lonjas de una cuerda de tambores como fondo musical.
En 1933, cuando Baltasar Brum se suicidó en protesta por el golpe de Estado de Gabriel Terra, Roballo convocó a más de cinco mil estudiantes para que defendieran la democracia y pronunció un ferviente discurso en su velatorio.
Presidió el Consejo Departamental de Montevideo (Intendencia colegiada). 
Fue elegida Senadora por primera vez en las elecciones de 1958. Mujer muy temperamental y adversaria encarnizada, ante el advenimiento del primer gobierno colegiado de mayoría blanca, exclamó: A los blancos, ni un vaso de agua.
En 1965, tras el fallecimiento de Luis Batlle Berres, Roballo participó en las elecciones internas de la Lista 15, pero su agrupación resultó derrotada por Jorge Batlle Ibáñez. En 1966 compareció a las elecciones en la agrupación Frente Colorado de Unidad, que integraban además Glauco Segovia, Justino Carrere Sapriza, Luis Tróccoli y Manuel Flores Mora, conocida como "el grupo de los Senadores" y resultó elegida al Senado. Dicha agrupación apoyó la candidatura de Óscar Gestido a la Presidencia. Tanto Roballo como Carrere Sapriza fueron firmes impulsores de la candidatura a la Vicepresidencia de Jorge Pacheco Areco como figura de compromiso.
En 1968, el presidente Pacheco Areco la nombró Ministra de Cultura, cargo que ocupó por un mes. Renunció junto con Manuel Flores Mora (Ministro de Trabajo) y Carlos Queraltó (Ministro de Salud Pública) por profundas discrepancias con el presidente. Esas discrepancias  se debieron a la aprobación de "las medidas prontas de seguridad" determinadas  por la Constitución para casos graves e imprevistos, de conmoción interior o ataque exterior, dispuestas para  no  enfrentar a ninguna guerrilla sino, como señaló la propia Roballo en “Marcha”, “para la represión sindical y como instrumento para la defensa de los intereses de la oligarquía ”.

### Fundación del Frente Amplio
En el seno del "grupo de los Senadores", Alba Roballo promovió la idea de postular al Gral. Líber Seregni como candidato de renovación en el Partido Colorado y hubo contactos al respecto también con Zelmar Michelini y Amílcar Vasconcellos. Pero dicha idea no prosperó por lo que se alejó del Partido Colorado y, en 1971, con su movimiento "Pregón" participó de la fundación del Frente Amplio. No obstante proclamó que "siempre sería batllista, fuera adonde fuera". Participó en las elecciones de 1971 integrando la lista 9988 como segunda candidata al Senado, dicha lista estuvo encabezada por Zelmar Michelini y también la integraban Enrique Martínez Moreno y Enrique Rodríguez Fabregat.
En las elecciones 1984 encabezó la lista al Senado por la IDI, sin resultar electa. Posteriormente, con su movimiento se integró a la coalición electoral Democracia Avanzada, Lista 1001.

### Legado  político
Roballo participó en el senado hasta 1993 y desde allí impulsó muchos proyectos de contenido social; el que más destaca es el reconocimiento legal de la unión concubinaria. Sobre esto opinó que: "Hay que terminar con años y años de sacrificio, años de amor, años de convivencia, en los que se ha cuidado a un compañero en largas enfermedades y muerte y quedan sin este gran amparo de la pensión, en la soledad más difícil y amarga del fin de la vida" (Payssé, 2005). Es la llamada “Ley madre” que marcó un cambio en el  transitar de la seguridad social en Uruguay.

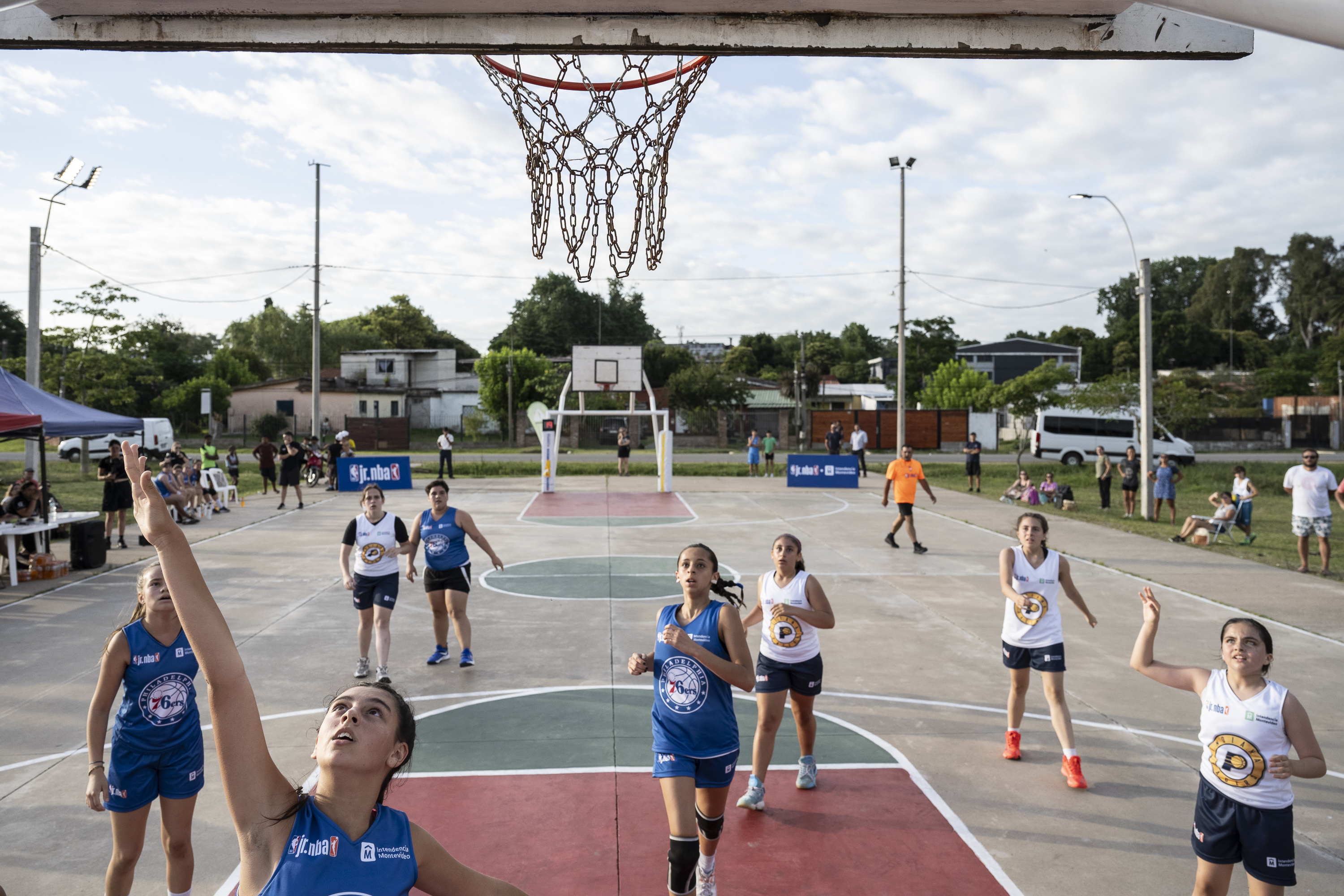
Torneo Jr. NBA en la plaza Alba Roballo

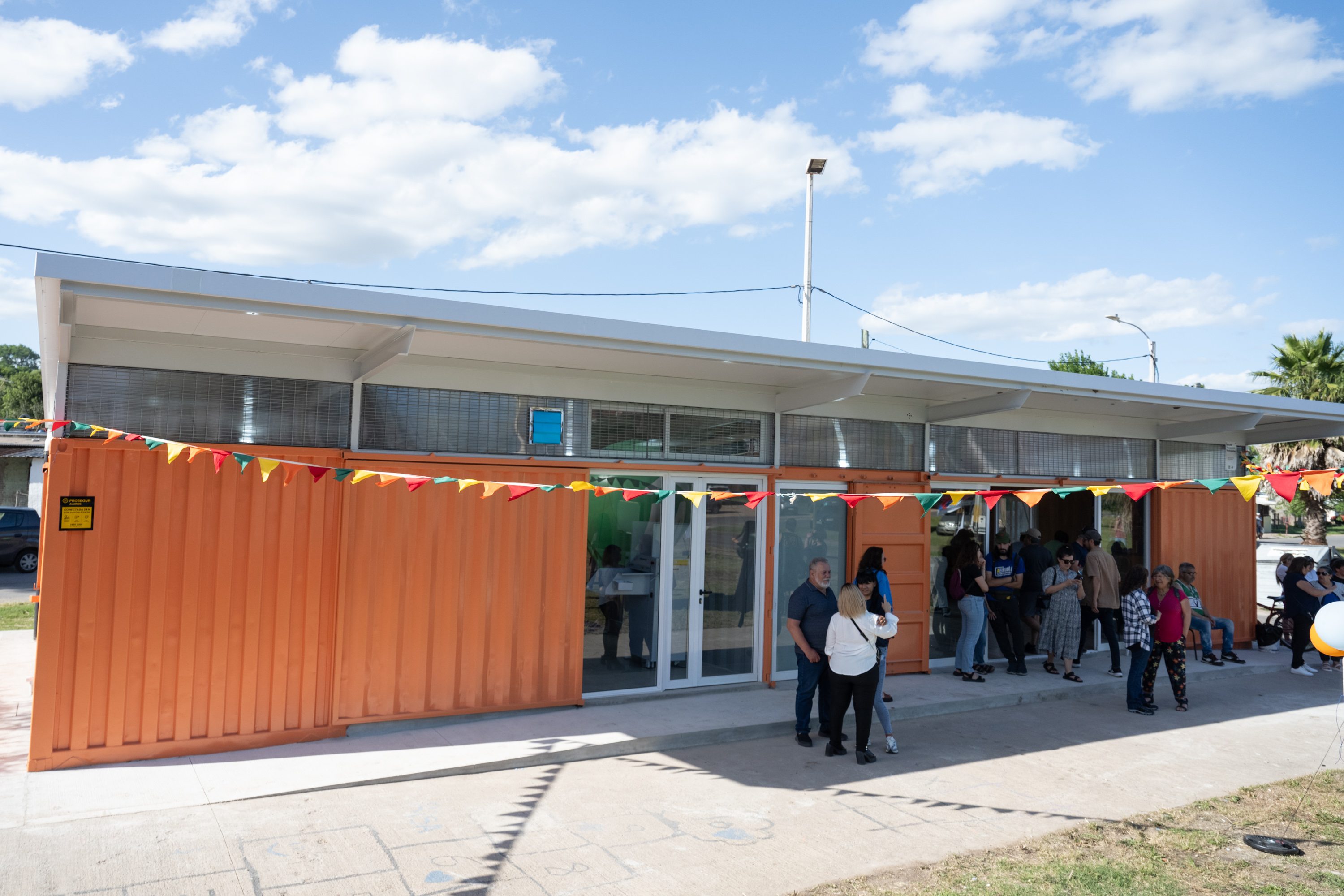
Inauguración de obras del Presupuesto Participativo en el Parque Alba Roballo

Luchó para obtener mejoras sociales entre los sectores más vulnerables , para defender los derechos de las mujeres  y lograr que: “las mujeres de los hogares más humildes tuvieran otro horizonte que trabajar como domésticas ".
Supo ser una gran luchadora, durante el proceso cívico militar de 1973 donde sufrió hasta catorce allanamientos y repetidas persecuciones por su historia de militancia social.
Fue la primera mujer senadora y Ministra de Cultura del país y, como forma de rendirle homenaje, el 30 de abril del 2015 se inauguró en el barrio Bella Italia el Parque Alba Roballo, ubicado en la Rambla Dr. Pablo Blanco Acevedo entre Florencia y Felisberto Hernández, perteneciente al municipio F. Espacio al que en el transcurso de los años se le le ha ido sumando infraestructura como un Salón para desarrollo de actividades comunitarias, un Espacio Inclusivo Polideportivo y Cocinas comunitarias.
Y el 1° de agosto de 2020 en el barrio Nuevo París fue inaugurado el Centro Cultural Alba Roballo, ubicado en las calles Llupes y Turubí.

### Vida familiar
Casada con Walter Previtali, tuvo un hijo, Sergio Previtali, que fue también diputado.

## Obra

### Poesía
- Se levanta el sol (1948)
- La tarde prodigiosa (Prometeo. 1952)
- Canto a la Tierra Perdida (Cuadernos Julio Herrera y Reissig. 1959)
- Mayo de cenizas (1962)
- Poemas sin fecha (Alborada. 1967)
- Réquiem para Miguel (1967)
- El libro de los adioses (Ediciones Avanzar. 1968)
- Nunca adiós y relatos (1969)
- Relato y testimonio (1970)
- Tiempo de lobos (Sandino. 1970)
- Poemas del miedo (Cuadernos Julio Herrera y Reissig. 1971)
- Heredarás la tierra (Imprenta García. 1981)
- La fábrica de la locura: Montevideo 1973-1983 (El Cid Editor. 1984)
- Antología (Libros de Tierra Firme. 1988)

### Discografía
- Sus poemas y su voz (EP de cuatro poemas en la voz de la autora. Sello ECO. 1970)